# فريدريك واين
فريدريك واين (بالإنجليزية: Frederick Wayne)‏ هو سياسي نيوزلندي، ولد في 1834، وتوفي في 1901. انتخب عضو مجلس النواب النيوزيلندي.